# 구니노미야
쿠니노미야(일본어: 久邇宮 くにのみや[*])는 메이지 시대 전기에, 후시미노미야 쿠니이에 친왕의 4왕자인 아사히코 친왕의 창립한 궁가이다. 고준 황후 (쇼와 천황후의 친정이다. 일본국 헌법ㆍ현행 황실 전범 시행 후에도 황족이었으나, GHQ의 지령에 의해 1947년 (쇼와 22년) 10월 14일에 황적 이탈되었다. 

## 계보

### 쿠니노미야 아사히코 친왕
상세한 것은 「쿠니노미야 아사히코 친왕」 참조
초대 아사히코 친왕은 분세이 7년 (1824년)에 태어났다. 초명은 나리노리 (成憲)이다. 나라 이치죠인의 문주가 되었고, 친왕 선하 후 출가하여, 교토 쇼렌인의 몬제키가 되었으며, 천태좌주를 겸하여 손오 입도친왕이라 칭하였다. 분큐 3년 (1863년), 환속하여 나카가와노미야의 궁호를 받아, 이름을 아사히코라고 고친다. 겐지 원년 (1864년), 궁호를 카야노미야로 고친다. 국사어용봉으로 고메이 천황을 보좌하여, 천황이 혐오했던 존왕양이파를 조정에서 추방하는 데 힘썼다. 이 때문에, 메이지 유신 후에는, 반정부 음모 혐의로 체포되, 친왕 신분을 박탈당하고, 아키 히로시마번에 맡겨졌다. 메이지 3년 (1870년)에 후시미노미야에 복귀했다.
1875년 (메이지 8년)에 쿠니노미야의 궁호를 받았다. 궁호의 유래는 쿠니쿄에서 따왔다고 한다 (후시미노미야의 당주가 1대 간격으로 "邦"를 편휘로 삼았기 때문이라는 설도 있다). 그 후, 아사히코 친왕은 신궁제주로서 고의 부흥에 임해, 1891년 (메이지 24년)에 68세의 나이로 사망했다.
아사히코 친왕에게는 자녀가 많으며, 카야노미야 쿠니노리 왕, 쿠니요시 왕, 나시모토노미야 모리마사 왕, 타카 왕, 아사카노미야 야스히코 왕, 히가시쿠니노미야 나루히코 왕 등이 있다.

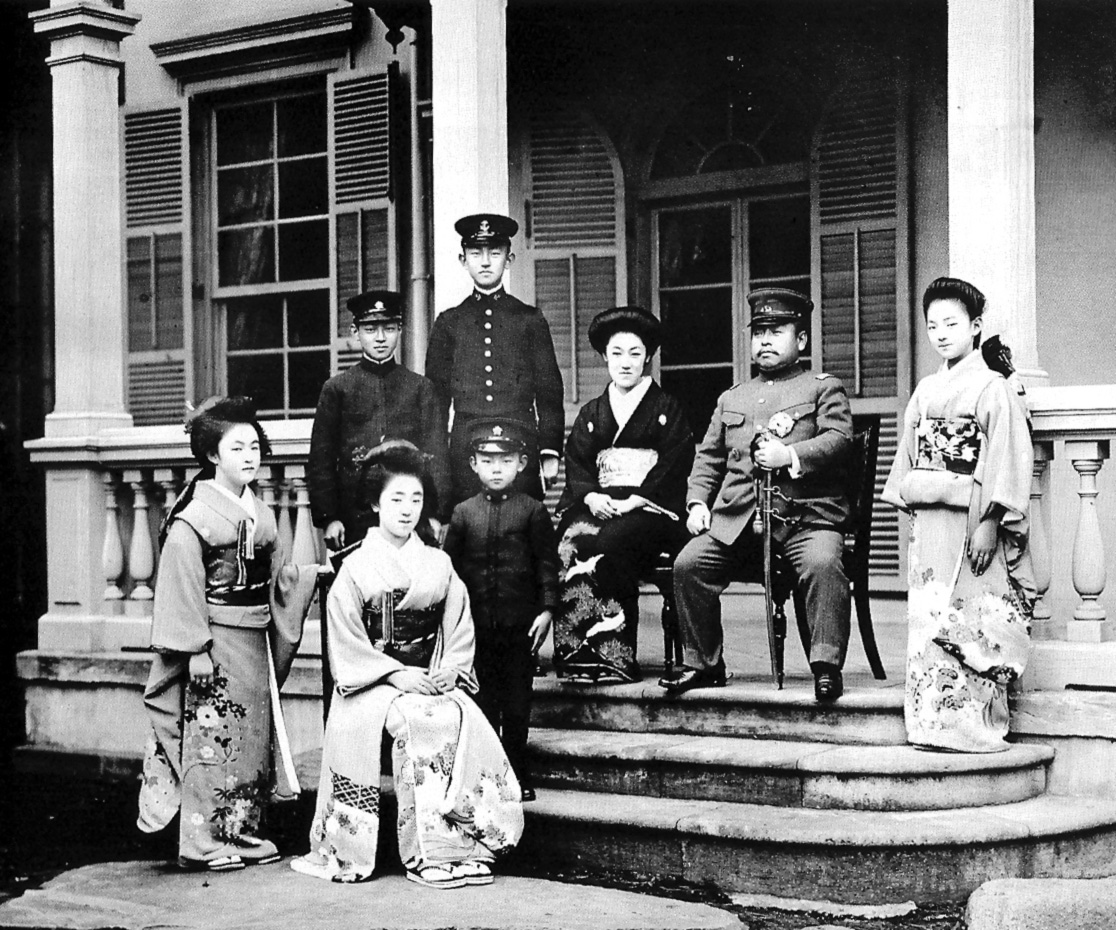
1920년 (다이쇼 9년) 즈음의 쿠니노미야 쿠니요시 왕 일가

### 쿠니노미야 쿠니요시 왕
상세한 것은 「쿠니노미야 쿠니요시 왕」 참조
2대 쿠니요시 왕은 1873년 (메이지 6년)에 태어났다. 1891년 (메이지 24년)에 아버지 사망에 의해서, 궁가를 상속받았다. 육군사관학교, 육군대학교를 졸업하고, 육군 대장까지 오른다. 1899년 (메이지 32년), 공작 시마즈 타다요시의 딸 치카코와 결혼했다. 1928년 (쇼와 3년), 대만 체류 중에 조선인 독립운동가에 의한 암살 미수 사건을 당했지만 부상은 없었다. 1929년 (쇼와 4년), 궤양성 복막염에 의해 56세의 나이로 사망했다.
자녀로는, 아사아키라 왕, 쿠니히사 왕 (1923년 (다이쇼 12년) 신적강하), 쿠니히데 왕 (1931년 (쇼와 6년) 신적강하), 나가코 여왕 (고준황후), 노부코 여왕 (산죠니시 킨마사와 결혼), 사토코 여왕 (오오타니 코쵸와 결혼)가 있다.

### 타카 왕
쿠니요시 왕의 동생인 타카 왕은, 교토에 거주하면서 독립된 궁가를 일으키지도, 신적강하하지도 않았다. 그러나 예외적으로, 혼인한 후 일가를 가지고 있어, 쿠니노미야 본가와는 독립된 생활을 했다. 이는 당초 니시쿠니노미야를 자칭할 예정이었다는 설이 있다. 왕비 시즈코와의 사이에서 3남 3녀를 두고 신궁제주를 지냈다. 1937년 (쇼와 12년), 63세의 나이로 사망했다.

### 쿠니노미야 아사아키라 왕
상세한 것은 「쿠니노미야 아사아키라 왕」 참조
3대 아사아키라 왕은 1901년 (메이지 34년)에 태어났다. 파혼 사건도 있었지만, 1925년 (다이쇼 14년)에 후시미노미야 히로야스 왕의 딸인 토모코 여왕과 결혼하였다. 1929년 (쇼와 4년)에 궁가를 상속했다. 해군병학교를 졸업하였고, 종전 당시에는 해군 중장이었다. 종전 후인 1947년 (쇼와 22년)에 아내인 왕비 토모코 여왕이 사망하였다.
같은 해, GHQ의 지령에 의해 10월 14일, 황적 이탈해, 쿠니 아사아키라가 되었다. 여러 사업에 손을 대지만, 전후 격량으로 어느 것도 잘 되지 않았다. 1959년 (쇼와 34년), 58세의 나이로 사망했다.
토모코 여왕과의 사이에서 쿠니아키 왕, 마사코 여왕, 아사코 여왕, 미치코 여왕, 에이코 여왕, 아사타테 왕, 노리코 여왕, 아사히로 왕 등 3남 5녀를 두었다.

## 저택

### 에도시대
교토 교엔 내에 "카야노미야케 구 저택 터"로서 안내 판이 있다. 카야노미야 저택은 뇨인고쇼 터 일부에 설치되었다.

### 메이지 초기 이후
히로오에 있던 쿠니노미야 저택의 부지는, 현재 세이신여자대학의 캠퍼스로 되어 있어, 쿠니노미야 저택의 고쇼고덴ㆍ소식당 (통칭 팰리스)이나, 쿠니하우스 등이 현존해, 나라의 중요 문화재로 지정되어있다.